# 1962 en basket-ball

Chronologie du basket-ball
1961 en basket-ball - 1962 en basket-ball - 1963 en basket-ball
Les faits marquants de l'année 1962 en basket-ball

## Mars
- 2 mars : Wilt Chamberlain (Warriors de Philadelphie) inscrit 100 points lors d'un match de National Basketball Association contre les Knicks de New York.
- du 24 au 30 mars: La première édition du championnat d'Afrique des nations est organisée au Caire, en Égypte (alors nommé République arabe unie). Elle regroupe cinq nations: l'Égypte, le Soudan, le Maroc, la Guinée et l'Éthiopie. L'Égypte remporte cette compétition en étant invaincu.

## Avril
- Le 26 avril, fondation de l'Association sportive de la Madeleine par Jean-Pierre Vidal instituteur, association qui deviendra quelques années plus tard l'ALM Évreux Basket.

## Récapitulatifs des principaux vainqueurs de compétitions 1961-1962

### Masculins
| Europe - Coupe des clubs champions : BC Dinamo Tbilissi. - Espagne : Real Madrid. - France : Alsace de Bagnolet. - Grèce : Panathinaïkós AO. - Israël : Maccabi Tel-Aviv. - Italie : Olimpia Milan. - URSS : CSKA Moscou. - Yougoslavie : KK Olimpija Ljubljana. | Amériques - National Basketball Association : Boston Celtics. | Afrique, Asie, Océanie |

### Féminines
| Europe - Coupe des clubs champions : Daugawa Rīga. - Espagne : non disputé (création en 1964). - France : AS Montferrand. - Grèce : non disputé (création en 1968). - Italie : FIAT Torino. | Amériques | Afrique, Asie, Océanie |

## Naissance
- 2 novembre : Medina Dixon,  (États-Unis).

## Décès
- André Tondeur, basketteur français

## Liens